# Jurij Sjljapin
Jurij Aleksandrovitj Sjljapin (ryska: Юрий Алексанрович Шляпин), född 11 januari 1932 i Moskva, död 8 juli 2009 i Moskva, var en sovjetisk vattenpolospelare. Han tog OS-brons 1956 med Sovjetunionens landslag.
Sjljapin spelade fem matcher i den olympiska vattenpoloturneringen i Helsingfors. I den olympiska vattenpoloturneringen i Melbourne var han med om en av vattenpolohistoriens mest omtalade matcher, blodet i vattnet-matchen mot Ungern. Dokumentärfilmen Freedom's Fury har gjorts om matchen.